# S. Neil Fujita
Sadamitsu Neil Fujita (* 16. Mai 1921 in Waimea, Hawaii; † 22. Oktober 2010 in Greenport, Long Island) war ein US-amerikanischer Grafikdesigner, der durch seine Covergestaltung von Jazzalben und Buchumschlägen bekannt wurde.

## Leben und Wirken
Sadamitsu Fujitas Vater arbeitete auf einer Zuckerplantage auf Hawaii; als er in Honolulu die Schule besuchte, erhielt er den amerikanischen Vornamen Neil. Nach seiner Graduierung besuchte er das Chouinard Art Institute in Los Angeles; seine Studien wurden jedoch 1942 unterbrochen, als er, wie viele weitere japanischstämmige Immigranten, interniert wurde. 1943 wurde er in das 442nd Regimental Combat Team rekrutiert und leistete in Italien und Frankreich seinen Militärdienst; danach war er als Übersetzer für den Militärgeheimdienst im westlichen Pazifik eingesetzt. Nach seiner Entlassung aus der Armee 1947 kehrte er zum Chouinard Institute zurück und studierte Grafikdesign.
Als Angestellter der Werbeagentur arbeitete er ab 1949 in Philadelphia, bis 1954 das Major-Label Columbia Records auf ihn aufmerksam wurde. In dieser Zeit gestaltete er u. a. die Albencover von Schallplatten von Miles Davis (’Round About Midnight) und Art Blakey The Jazz Messengers (1956) sowie 1959 Davis’ Kind of Blue, Charles Mingus (Mingus Ah Um) und Dave Brubeck (Time Out); bei der Gestaltung dieser beiden letzten Umschläge lehnte er sich am abstrakten Expressionismus an. Im folgenden Jahr verließ er Columbia, um seine eigene Agentur zu eröffnen; 1963 ging zur Werbeagentur Ruder & Finn, um eine Unterabteilung für Design aufzubauen, die sich schließlich zu Fujita Design entwickelte. Zu seinen Kunden gehörten vor allem Buchverlage. Am bekanntesten wurde seine Buchillustration von Truman Capotes Tatsachenroman Kaltblütig, der Ausgabe von Short Stories von John Updike (Pigeon Feathers) und Mario Puzos Roman Der Pate. Zu den weiteren Arbeiten gehörte das Logo für die NBC Today television Show. daneben unterrichtete Fujita am Philadelphia Museum College of Art, dem Pratt Institute in Brooklyn und der Parsons School of Design in Manhattan. 2008 erschien seine Autobiographie Mouth of Reddish Water.